# BX Circini-variabel
BX Circini-variabler (BXCIR) är pulserande variabler av spektralklass B som är fattiga på väte. De räknades tidigare till PV Telescopii-variablerna.
Variabeltypen karaktäriseras av små variationer i ljusstyrka, 0,1 i magnitud i synligt ljus, och en väldigt regelbunden period på ungefär 0,1 dygn. BX Circini-variablerna kännetecknas också av att nästan helt sakna väte och förs liksom PV Telescopii-variblerna till gruppen extrema heliumstjärnor (EHe). 
Angränsande variabeltyper kan RCB-variablerna, AM Canum Venaticorum-variablerna och Wolf–Rayet-stjärnorna sägas vara i det att även dessa delar vätefattigheten, men utan att klassificeras som extrema heliumstjärnor.
Prototypstjärnans variabilitet upptäcktes 1995, med en variation i visuell magnitud mellan +12,57 och 12,62 med en period av 2,558 timmar. BX Circini består av mer än 99 procent helium. 
Det finns än så länge (2019) endast ett fåtal variabler som räknas till denna grupp. Förutom prototypstjärnan BX Circini kan nämnas V652 Herculis. Astronomerna misstänker att det låga antalet variabler beror på att variationerna enbart inträffar under en kortare del av stjärnans livslängd.